# Marco Tizza
Marco Tizza (Giussano, 6 februari 1992) is een Italiaans wielrenner.

## Carrière
In 2017 was Tizza dicht bij zijn eerste profoverwinning toen hij in de achtste etappe van de Ronde van Portugal enkel geklopt werd door Vicente García de Mateos en Daniel Mestre in een sprint met zes.
In 2018 werd Tizza prof bij Nippo-Vini Fantini-Europa Ovini.

## Overwinningen
2019
3e etappe Sibiu Cycling Tour
5e etappe Ronde van Portugal

## Resultaten in voornaamste wedstrijden
|      | \| Jaar \| Milaan-San Remo \| Amstel Gold Race \| Luik-Bast.‑Luik \| Ronde van Lombardije \| Strade Bianche \| Waalse Pijl \| \| ---- \| --------------- \| ---------------- \| --------------- \| -------------------- \| -------------- \| ----------- \| \| 2018 \| 82e \| opgave \| \| 92e \| buit.tijd \| \| \| 2019 \| \| \| \| \| \| \| \| 2020 \| \| \| \| \| \| \| \| 2021 \| \| \| \| \| \| \| \| 2022 \| \| \| 121e \| \| \| 126e \| \| 2023 \| \| \| 95e \| \| \| 75e \| |                  |                 |                      |                |             |
| Jaar | Milaan-San Remo | Amstel Gold Race | Luik-Bast.‑Luik | Ronde van Lombardije | Strade Bianche | Waalse Pijl |
| 2018 | 82e | opgave           |                 | 92e                  | buit.tijd      |             |
| 2019 | |                  |                 |                      |                |             |
| 2020 | |                  |                 |                      |                |             |
| 2021 | |                  |                 |                      |                |             |
| 2022 | |                  | 121e            |                      |                | 126e        |
| 2023 | |                  | 95e             |                      |                | 75e         |

## Ploegen
- 2015 –  Team Idea 2010 ASD
- 2016 –  D'Amico Bottecchia
- 2017 –  GM Europa Ovini
- 2018 –  Nippo-Vini Fantini-Europa Ovini
- 2019 –  Amore & Vita-Prodir
- 2020 –  Amore & Vita-Prodir
- 2021 –  Amore & Vita-Prodir
- 2022 –  Bingoal Pauwels Sauces WB
- 2023 –  Bingoal Pauwels Sauces WB
- 2024 –  Bingoal WB
- 2025 –  Wagner Bazin WB

Capelli · Damiano · Garby · Malucelli · Mariani · Peretto · Pettiti · Reda · Spreafico · Tizza · Todaro · Torta · Viganò
Bagioli · Bou · Canola · D. Cima · I. Cima · Cunego · Grosu · Hatsuyama · Ito · Kobayashi · Lobato · Marangoni · Nakane · Nishimura · Ponzi · Santaromita · Tizza · Uchima · Yoshida · Zaccanti
Aniołkowski · Blouwe · De Maeght · Desal · Dupont · Lauk · Livyns · Meens · Menten · Mertz · Molly ·Paasschens · Paquot · Peyskens · Rex · Robeet · Tietema (vanaf 1/2) · Tizza · Venner · Viviani (vanaf 21/3) · L. Wirtgen · T. Wirtgen · Desmarets (stagiair) · Dopchie (stagiair)
Blouwe · De Maeght · De Tier · Desal · Guerin · Lauk · Malucelli · Meens · Mertens · Mertz · Peyskens · Robeet · Salby · Teugels · Tizza · Van Boven · Van der Beken · Van Keirsbulck · Van Rooy · Vandepitte · Matthys (stagiair) · Persico (stagiair)
Blouwe · De Meester · De Tier · Desal · Matthys · Meens · Mertens (tot 31/5) · Persico · Peyskens · Portsmouth · Salby · Teugels · Tizza · Van Boven · Van der Beken · Van Rooy · Vandepitte · Vermoote · Villa · Vliegen · Weemaes · Van Petegem (stagiair)